# Illes Jòniques
Les illes Jòniques (en grec Ιόνια Νησιά, Iónia Nissià - en italià Isole Ionie) són un conjunt d'illes de Grècia. Tradicionalment són anomenades les Set Illes (en grec Επτάνησα, Eptànisa - en italià Eptaneso), però n'inclouen unes quantes de més petites a part de les principals. Aquestes set són, de nord a sud:
- Corfú (Κέρκυρα, Kérkira)
- Paxí (Παξοί), també coneguda com a Paxos
- Lèucada (Λευκάδα, Lefkada)
- Ítaca (Ιθάκη, Ithaki)
- Cefalònia (Κεφαλλονιά, Kefallonià)
- illa de Zacint (Ζάκυνθος, Zàkinthos)
- Citera (Κύθηρα, Kíthira)

Les sis primeres se situen a la costa occidental de Grècia, a la mar Jònica, d'aquí el seu nom. La setena, Citera, està situada davant el darrer dels tres sortints de la península del Peloponès, la part meridional de la Grècia continental.
Excepte aquesta darrera illa, que forma part de la regió de l'Àtica, la resta conforma la regió o perifèria de les Illes Jòniques, amb una extensió de 2.307 km² i una població de 220.097 habitants (2005), subdividida alhora en quatre districtes o nomoí:
- Corfú (que inclou Paxí; 641 km² i 113.658 habitants)
- Lèucada (356 km² i 22.879 habitants)
- Cefalònia (que inclou Ítaca; 904 km² i 42.088 habitants)
- Zacint (406 km² i 41.472 habitants)

La capital de la regió és la ciutat de Corfú, a l'illa homònima.
Durant les últimes dècades, les illes Jòniques han perdut població a causa de l'emigració i la davallada de les indústries tradicionals, la pesca i una agricultura poc competitiva. Avui dia, la indústria principal és el turisme. Corfú en particular, amb el seu magnífic port, un paisatge esplèndid i pintoresques ruïnes i castells, és una de les parades favorites dels creuers per la Mediterrània. L'illa s'ha fet famosa també per les novel·les del britànic Gerald Durrell (com La meva família i altres animals), que evoquen la seva infantesa a Corfú a la dècada de 1930. També s'ha popularitzat Cefalònia arran de la novel·la i la pel·lícula La mandolina del capità Corelli, localitzada en aquesta illa jònica.